# Thelypteris oaxacana
Thelypteris oaxacana är en kärrbräkenväxtart som beskrevs av Alan Reid Smith. Thelypteris oaxacana ingår i släktet Thelypteris och familjen Thelypteridaceae. Inga underarter finns listade.